# إي. إم. بيج
إي. إم. بيج (بالإنجليزية: E. M. Page)‏ هو محامي وقاضي أمريكي، ولد في 28 أبريل 1893 في سايلم في الولايات المتحدة، وتوفي في 15 مارس 1959.